# Afromolorchus bispinosus
Afromolorchus bispinosus là một loài bọ cánh cứng trong họ Cerambycidae.